# ビクトル・ビボル
ビクトル・ビボル（Victor Bivol 1977年7月15日- ）はモルドバのヤロベニ出身の柔道選手。階級は66kg級と73kg級。身長168cm。

## 人物
1996年のヨーロッパジュニア65kg級で3位になると、1997年の世界選手権では3位になった。1999年にはヨーロッパ選手権とユニバーシアードの66kg級でも3位になった。2000年のシドニーオリンピックでは2回戦で敗れた。その後階級を73kg級に上げると、2003年の世界選手権と2004年のアテネオリンピックでそれぞれ5位になった。

## 主な戦績
65kg級での戦績
- 1996年 - 世界ジュニア　7位
- 1996年 - ヨーロッパジュニア　3位
- 1997年 - 世界選手権　3位

66kg級での戦績
- 1998年 - 正力国際　3位
- 1999年 - ヨーロッパ選手権　3位
- 1999年 - ユニバーシアード　3位
- 2000年 - ドイツ国際　2位

73kg級での戦績
- 2003年 - 世界選手権　5位
- 2004年 -　アテネオリンピック　5位